# Duaenhor
Duaenhor (dw3-n(ỉ)-ḥr.w, "Alabat sigui Horus") va ser un príncep egipci de la IV dinastia.
S'ha estipulat que Duaenhor era un fill del príncep hereu Kawab i la reina Hetepheres II. Si fos així, hauria estat net del faraó Khufu i de la reina Meritites I. D'altra banda, segons els seus títols, podria haver estat també un dels fills menors de Khufu, juntament amb Khaemsekhem (G 7660) i Mindjedef (G 7760), Una filla de Duaenhor es deia Nebtihotep.
Tenia els títols de "Fill del Rei del seu cos" i "Company del seu pare".
Duaenhor va ser enterrat a Guiza a la mastaba G 7550. A la tomba s'hi esmenten el seu pare i la seva mare. La seva filla també hi surt esmentada, a la façana de l'entrada sud.
Les escenes de la tomba mostren:
(1) Duaenhor i la seva família
(2) Escena de taula
(3) Carnissers treballant
(4) Porta falsa de Duaenhor

## Referència
1. ↑  Ranke, 1935, p. 398.
2. ↑  Dodson i Hilton, 2004, p. 50-61.
3. ↑  Flentye, 2006, p. 141-142, pl. 5 (8).
4. 1 2  «Duaenhor (G 7550)» (en anglès).   The Giza Archives. [Consulta: 29 març 2022].
5. ↑  Malek, Moss i Porter, 1974.